# Kirche St. Johannes Baptist (Mosbach)
Die Kirche St. Johannes Baptist im Ortsteil Mosbach der hessischen Gemeinde Schaafheim ist ein Kirchengebäude, dessen älteste Bauabschnitte in das 13. Jahrhundert zurückreichen.

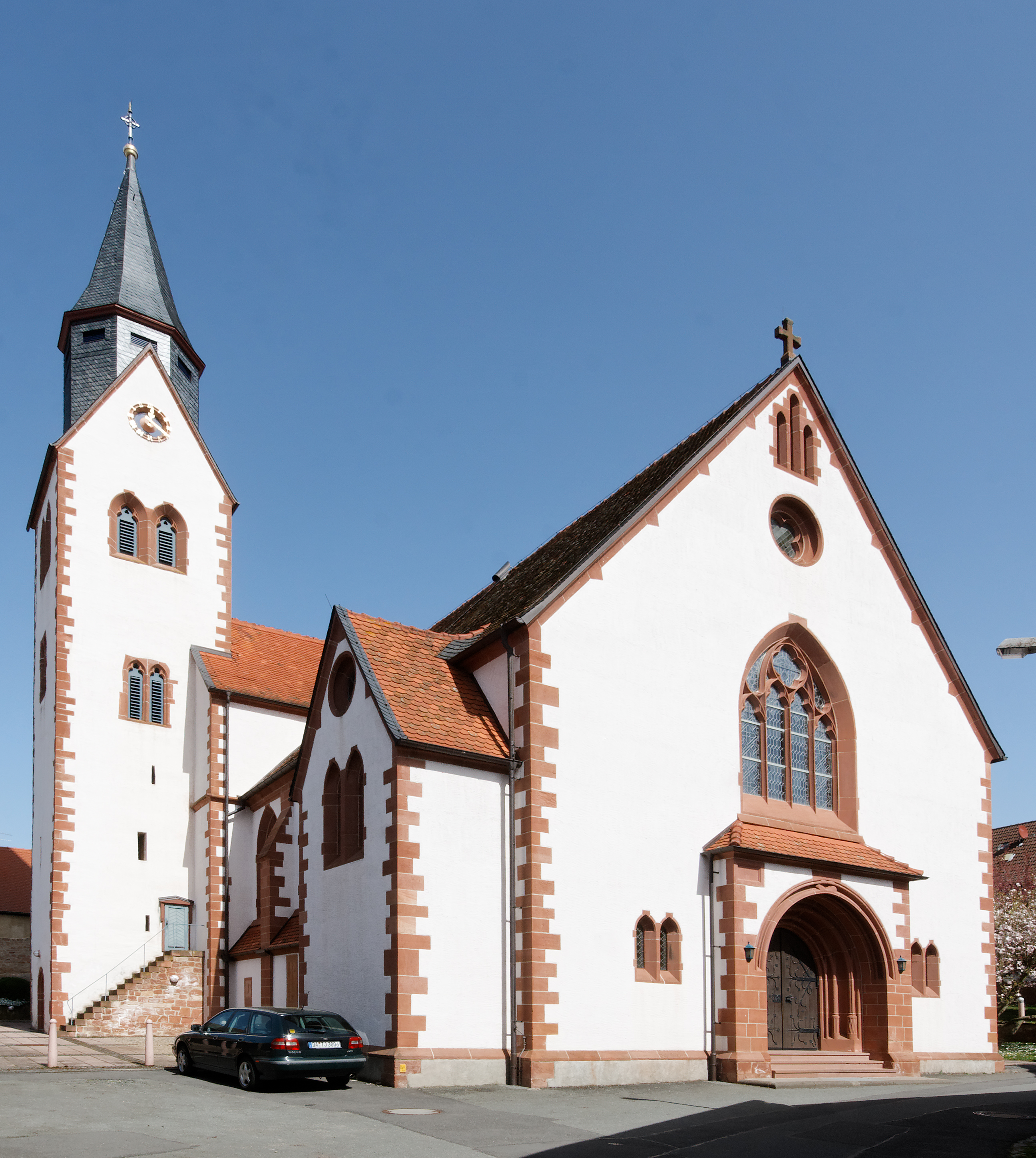
Die Kirche St. Johannes Baptist

## Geschichte

### Vor 1218
Der Standort der heutigen Kirche St. Johannes Baptist ist nicht nur eine Stätte uralter christlicher Gottesverehrung, sondern war auch eine Kultstätte in heidnischer Zeit. Bei Abrissarbeiten 1906 wurden zwei römische Steinfragmente im Bruchsteinmauerwerk gefunden. Zum einen handelt es sich um einen Viergötterstein mit den Bildern der Götter Minerva, Victora und Hercules. Die Inschriftseite trägt eine Weihung an Jupiter: IN H(ONOREM) D(OMUS) D(IVINAE) I(OVI) O(PTIMUS) M(AXIMO) L(UCIUS) QUINTIUS VITALIS ET QUINTI(US) ANTISTI(US) RESPECTUS AVI (Übersetzung: Zu Ehren des göttlichen Kaiserhauses sowie Jupiter, dem Besten und Größten (haben) Lucius Quintius Vitalis und Quintius Antistius Respectus diese Basis (aufstellen lassen)). Zum anderen handelt es sich um einen Weihestein mit der Inschrift: MERCURIO (Übersetzung: dem Merkur geweiht). Neben den Steinfragmenten wurden auch römische Tonscherben gefunden. Es ist zu vermuten, dass Überreste der heidnischen Kulturstätte noch vorhanden waren, als die ersten christlichen Missionare um 700 in das heutige Rhein-Main-Gebiet kamen. Nach Anordnung des Papstes Gregor sollten heidnische Weihestätte nicht zerstört, sondern in christliche Heiligtümer umgewandelt werden. Die Fragmente der römischen Kultsteine fanden somit beim Bau des ersten christlichen Gotteshauses in Mosbach eine Zweitverwendung.
828 n. Chr. überführte Einhard, der Vertraute Kaiser Karls, die Reliquien der heiligen Märtyrer Petrus und Marcellinus von Steinbach bei Michelstadt nach Obermühlheim, dem heutigen Seligenstadt. In einem Translatiobericht wird bei diesem Anlass von einer Wunderheilung einer Nonne aus dem Kloster Machesbach berichtet. Außer dem Bericht Einhards ist über das Kloster Machesbach, das wohl mit Benediktinerinnen besetzt war, nichts überliefert worden. Es war wahrscheinlich eine kleine Niederlassung, die nur regionale Bedeutung hatte. Wie lange das Nonnenkloster bestand, ist nicht bekannt. Die Gebäude der alten Ordensniederlassung soll noch 1564 von Johannitern genutzt worden sein.
Als 1218 die Johanniter in Mosbach Patronatsherren wurden, bestand bereits eine Pfarrei mit einer eigenen Kirche. Dies lässt darauf schließen, dass eine Kirchenorganisation zwischen 900 und 1200 aufgebaut wurde. Es ist nicht bekannt, wer der Gründer der Pfarrei war, auch über Aussehen, Bauzeit und Bauherrn der ersten Kirche ist nichts bekannt. Es ist anzunehmen, dass die Gründung der Pfarrei, sowie der Bau der ersten Kirche vom Kloster ausgingen.

## Baubeschreibung

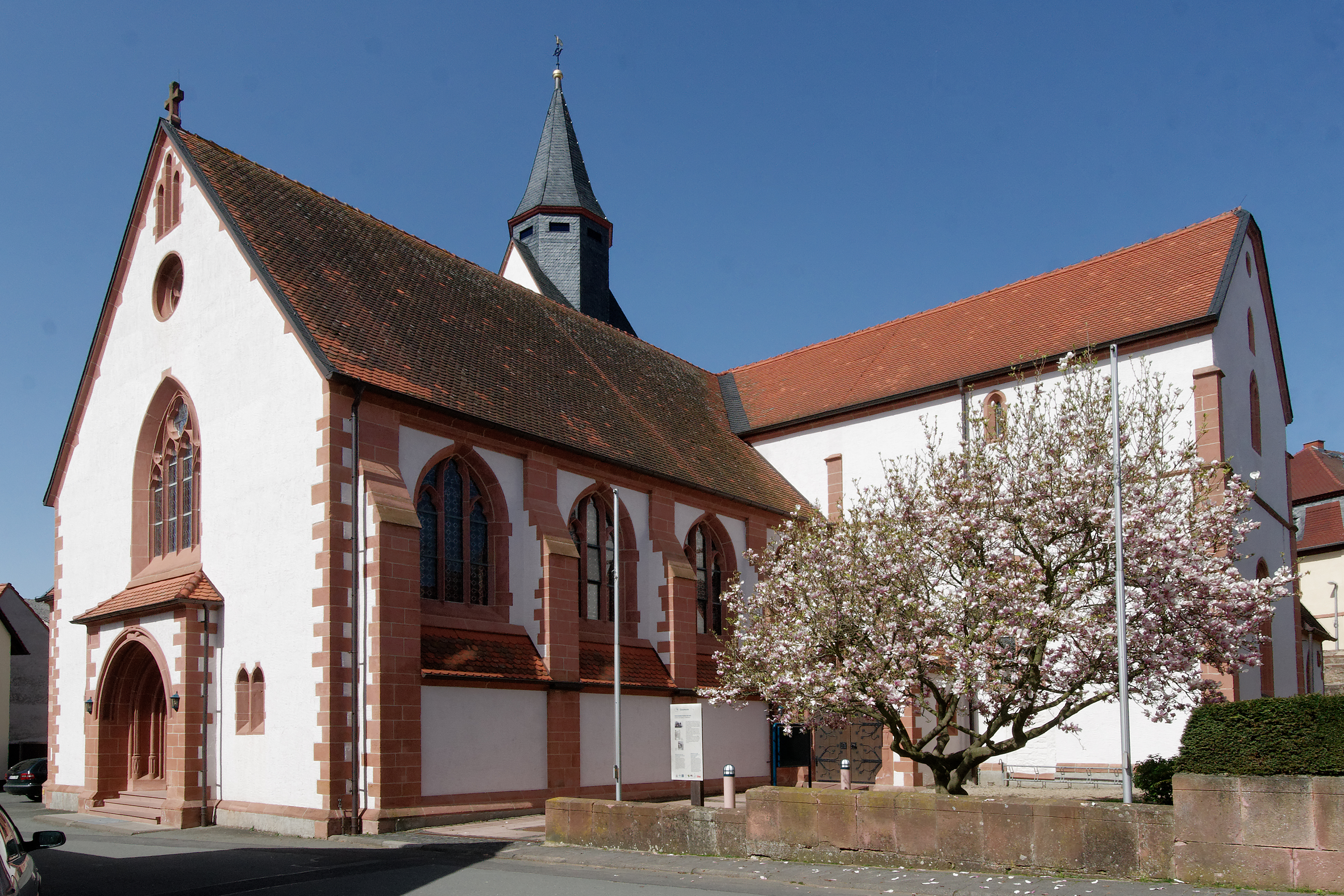
Die Kirche St. Johannes Baptist; das Seitenschiff rechts stammt aus der Zeit der Johanniter

Aus der Zeit der Johanniter stammen noch der Kirchturm, die Sakristei an der Nordseite und der zum Seitenschiff gewordene alte Chor.

### Außenansicht
Nach einigen Veränderungen im Laufe der Jahrhunderte wurde 1906 ein neues Langhaus quer durch das bestehende gebaut. Der Neubau ist 36 Meter lang und 17 Meter breit. Die Raumfläche ohne Chor beträgt etwa 380 Quadratmeter. Der alte Chor, das heutige Querschiff und das moderne Langhaus sind im First gleich hoch. Beim Bau wurde mit dem roten Sandstein aus der umliegenden Region das gleiche Baumaterial verwendet wie beim ursprünglichen Gebäude.
Bei diesem Umbau wurde der quadratische Turm auf 36,5 Meter erhöht. Er erhielt ein Satteldach mit einem achtseitigen Dachreiter sowie ein Kreuz mit Hahn als Spitze. Über den Lichtschlitzen und den alten und neuen Schallöffnungen für die Glocken zeigen an der Süd- und der Nordseite goldfarbene Zeiger auf einem kreisrunden Zifferblatt die Uhrzeit an. In das Tonnengewölbe des Turmuntergeschosses führen zwei Türen, eine einfache rundbogige von außen und eine rechtwinklig gewandete vom Kircheninneren her.
Die dreigliedrigen neugotischen Fenster sind die bestimmenden Elemente der Außenstruktur und in schlichtem Maßwerk gearbeitet. Die nur spärlich bemalten Glasscheiben wurden seinerzeit von Mosbacher Familien oder Vereinigungen gestiftet, deren Namen eingeschrieben sind.
Die großen Fenster reichen vom sandsteinernen Traufgesims bis auf die schmalen Pultdächer der vorgebauten Nischen, die zwischen den Pfeilern noch Platz für den in Stein gemeißelten Kreuzweg im Hauptschiff lassen. Die auffällig vorstehenden Außenpfeiler aus glattem Sandstein sind nach oben abgeschrägt und gehen in die hohe Quaderwand über. Die Eckquaderung reicht bis zu den Giebelkämpfern. Weitere Charakteristika sind das mehrkehlige Gewände des Hauptportals, das Trauf- und Gurtgesims um das Querhaus sowie die schräge Sockelblende. Auf dem Giebel jeder Stirnseite steht ein steinernes Kreuz.

### Innenraum

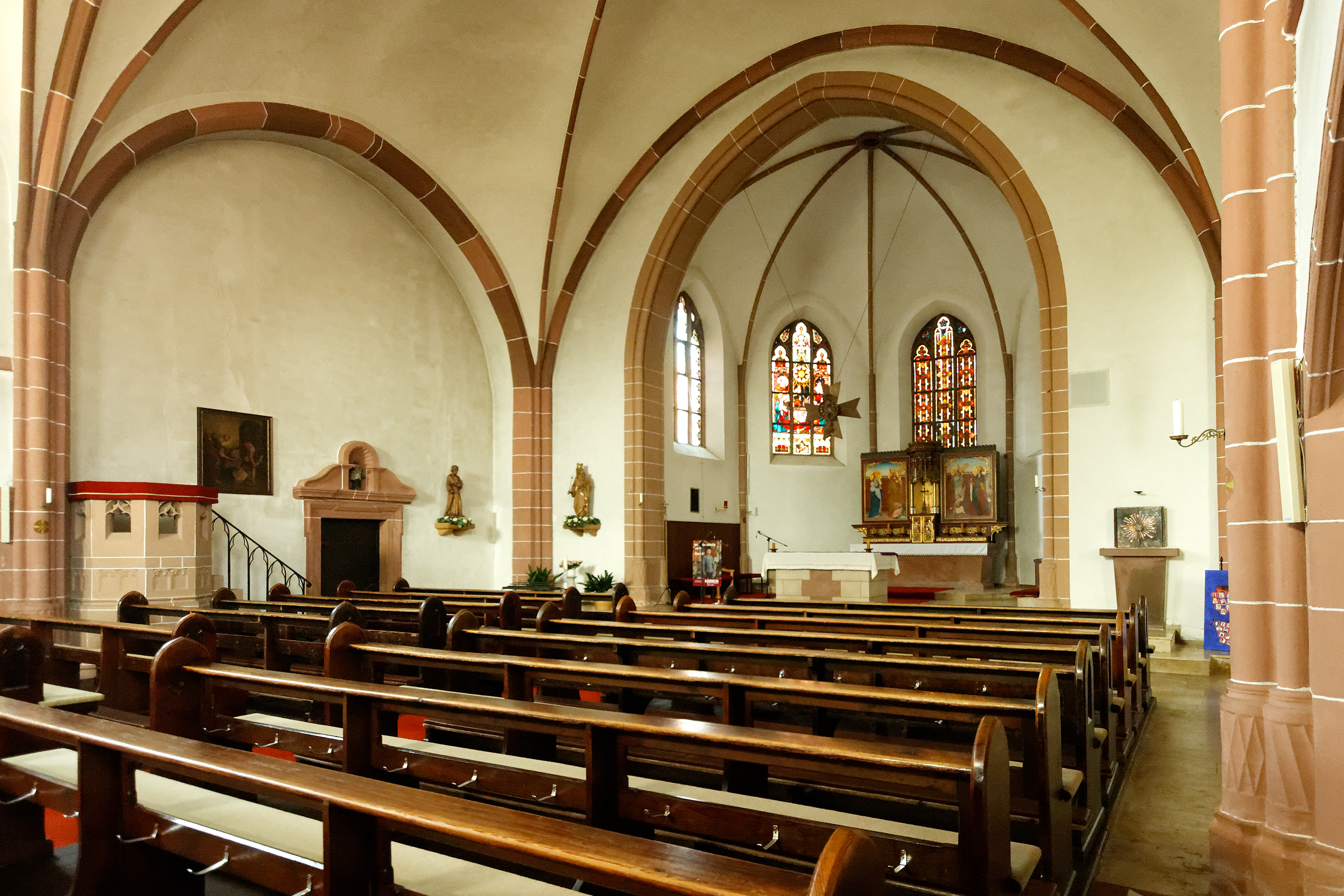
Innenraum mit Kreuzrippengewölbe

Den Innenraum überspannen Kreuzrippengewölbe in unterschiedlicher Höhe. Jochrippen gliedern die großflächige Decke des Langschiffes. Der große Altarraum beinhaltet einen frei stehenden Zelebrationsaltar und den alten, mit zwei Flügeln versehenen Hochaltar. Der Chorraum verfügt über vier große Buntfenster, zwei davon mit Szenen aus dem Neuen Testament. Im Triumphbogen hängt ein Malteserkreuz. Die Kanzel und die Kreuzwegstationen in den Arkadennischen der Seitenwände sowie die verschlungene Brüstung der Empore sind Steinmetzarbeiten.
Das heutige Querhaus der modemen Kirche ist nach wie vor zweigeschossig. Ein steinernes Rundgesims trennt Unter- und Obergeschoss; letzteres soll zur Zeit der Johanniter ein Krankensaal gewesen sein. Das grobe Kreuzrippengewölbe des Untergeschosses im Innenraum tragen 3/4 Rundsäulen. Eine einfache eisenbeschlagene Rundbogentür führt an der Nordwand in die ebenfalls alte Sakristei. Über ihr ist ein Wappenstein eingelassen: Schilde, Sicheln, Malteserkreuz und Umschrift weisen auf die Anwesenheit und das Wirken der Johanniter an diesem Ort hin.
Eine eisenvergitterte Sakramentsnische in der Ostwand mit der Jahreszahl 1520 und anderen dinglichen Zeichen ist ein weiteres Signum aus der Zeit der Johanniter. Die in die Nord- und Südwand eingepassten Wappen und Grabplatten sind Zeugnisse von Komturen und Schaffnern, Ordensleuten gehobener Qualifikation.
Die originale Kreuzigungsgruppe der Johanniterkirche befindet sich im Hessischen Landesmuseum in Darmstadt. In Mosbach hängt ein Faksimile an der Nordwand des heutigen Querhauses.

### Geläut
Das neue Vierergeläute aus dem Jahr 2001 ist nach dem “Westminister-Motiv” as, des, es und f gegossen. Die größte Glocke wiegt 324 Kilogramm und hat einen Durchmesser von 770 Millimeter, ihre Inschrift lautet „Zu Ehren unseres Patrons + Johannes des Täufers“. Eine weitere Glocke von 221 Kilogramm Gewicht mit einem Durchmesser von 683 Millimeter birgt die Inschrift „Ave Maria + Muttergottes + voll der Gnaden“. Die drittgrößte Glocke wiegt 135 Kilogramm, der Durchmesser beträgt 584 Millimeter und die Inschrift lautet „Sie läutet + für den Frieden + in der Welt“. In Kurzform heißen die vier Glocken: Johannes der Täufer, Christusglocke, Maria- und Friedensglocke. Über jeder Inschrift steht das Jahre des Glockengusses „+ANNO 2001+“. Die Bronzelegierung der Glocke ist vom Äußeren her sauber und ansprechend verarbeitet, die Gusshaut völlig glatt und von dichtem Gefüge, urteilt ein Gutachter.

## Gemeinde
In der Mosbacher Kommende arbeiteten die Mönche des Johanniterordens, urkundlich nachgewiesen, von 1218 bis 1806. Nach der Auflösung des Ordens im Jahre 1806 wurde die katholische Gemeinde selbständige Pfarrei mit eigenem Pfarrer und im Jahre 1817 dem Land Hessen eingegliedert.